# アーヴィング・フィッシャー
アーヴィング・フィッシャー（Irving Fisher、1867年2月27日 - 1947年4月29日）は、アメリカ合衆国の経済学者、健康運動家である。
フィッシャーは貨幣数量説を復活させて物価指数の初期の提唱者の1人となったほか、フィリップス曲線や無差別曲線への重要な貢献をおこなった。フィッシャーの分離定理を提案したと言われている。また国際フィッシャー効果およびフィッシャー方程式も彼にちなんで名づけられたものである。
フィッシャーは最も初期のアメリカ新古典派経済学者の1人であり最初の有名な米国経済学者とされる。

## 略歴
- 1867年 ニューヨーク州Saugentiesで生まれる。
- 1888年 イェール・カレッジを卒業する（B.A.）。卒業後、ベルリン、パリなどを旅行する。
- 1890年 イェール大学の講師（Tutor）となる。
- 1891年 イェール大学から博士号を得る（Ph.D.）。
- 1892年 博士論文'Mathematical Investigations in the Theory of Value and Prices'を出版する。
- 1896-1910年 イェール大学発行のYale Reviewの編集者となる。
- 1898年 イェール大学の政治経済学教授となる。
- 1930年 最初の計量経済学会会長となる。
- 1935年 アメリカ経済学会会長となる。イェール大学の名誉教授となる。
- 1947年 ニューヨーク・シティで死去（80歳）。

## 来歴
フィッシャーの父は教師であり、会衆派教会の牧師であった。息子のフィッシャーは、自分が社会の有益な一員であらねばならないと信じるように育てられた。フィッシャーは数学的能力と発明の才能を持っていた。彼がイェール大学に入学を認められた1週間後に、彼の父親は53歳で死去した。しかし彼は大学を続け、主に家庭教師によって自分同様彼の母親や兄弟を援助した。
1898年、フィッシャーはイェール大学の教授であり、幸福な結婚をしてまだ2歳にしかならない2人目の子供がいたが彼が結核に感染していることが発覚した。彼の父親はこの病で死亡していたのだった。療養所で3年過ごした後、フィッシャーはさらに大きな精力と健康運動家としての第2の職業で仕事に復帰した。世間には、彼は健康と衛生に関する著書『如何に生活すべきか : 最近科学を基礎としたる健康的生活法の諸規則』（"How to Live: rules for healthful living based on modern science", 1915）で知られるようになった。彼の健康運動の擁護とジョギングの促進と赤身の肉の忌避は彼を変人として際立たせ、そして恐らくは彼の真面目な経済学者としての権威を弱めた。彼はまた確信的な優生学者だった。
フィッシャーは途方も無く多作の著作家であり、成功した1920年代と不振の1930年代に第一次世界大戦の諸問題を語る専門書や新聞雑誌を生み出した。

## 研究

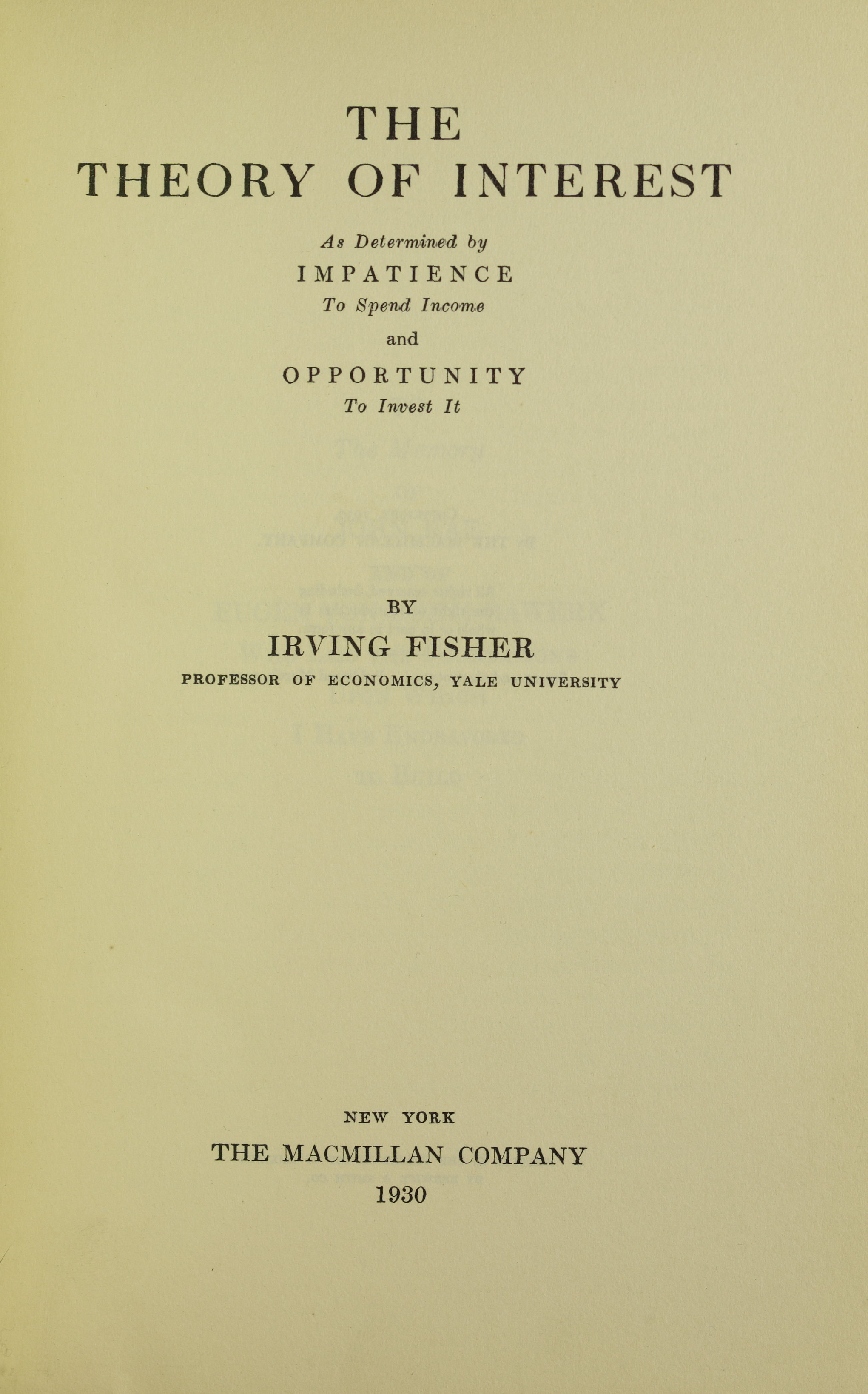
Theory of interest as determined by impatience to spend income and opportunity to invest it, 1930

- フィッシャーの最も大きな研究題目は数学だったが、経済学はより彼の社会的関心に合致した。経歴のため、そしてより直接的には博士論文のため彼はその2つを結合して数理経済学の研究を行い、1892年に経済学で最初のイェール大学博士号を取得した。この時の指導教員は、数学者・物理学者のウィラード・ギブズと経済学者のウィリアム・グレアム・サムナーだった。フィッシャーが研究を始めたときは数理経済学上の重要な文献が既にあることを理解していなかったが、彼は欧州の経済学者に追いつき、フランシス・イシドロ・エッジワースのような欧州の大家達が第一級と認めるような貢献を行った。彼は自著の『価値と価格の理論の数学的研究』（"Mathematical Investigations in the Theory of Value and Prices", 1892）を補足するためにポンプとレバーからなる機械を作った。フィッシャーはいつも彼の分析に対して全人格を傾倒するほどに打ち込み、一方で彼の著書や経済の話題に関する論説は（当時としては）類の無い数学的精巧さを示して彼の理論のすべてを非常に明晰な手法で示した。
- 基礎理論についてのこの研究は、当時の大きな社会問題には触れなかった。金融経済学はこれを行い、これがフィッシャーの研究の主要な焦点となった。1890年代にアメリカ合衆国は本位制の問題に関して分裂した。ドルは金、銀、あるいは二者の組み合わせに換算して変動すべきか、固定すべきか。一つの制度を選択することはアメリカ西部とアメリカ東部、農民と資本家、債務者と債権者、…の二者から選択することであった。フィッシャーの『増価と利子』（"Appreciation and Interest", 1896）は、物価水準が変動するときの利子率の振る舞いの抽象的分析だった。それはインフレーションの現代的分析にとって根本的な、名目利子率と実質利子率との違いを強調した。しかしフィッシャーは、投資家と貯蓄者（一般大衆）は「貨幣錯覚」によって異なった程度に悩まされると信じた。貨幣錯覚にとらわれた彼らは、貨幣によって実際に購入することができる財の量（購買力）にもとづいて貨幣の価値を評価することができない。購買力によって貨幣の価値を評価するというのが、経済取引は全て物々交換にすぎないという前提、ないし貨幣中立説（≒貨幣数量説）のもとづく理論である。そこで理想的世界では物価水準の変化は生産または雇用に対して何の効果も無いが、貨幣錯覚からなる現実世界ではインフレーション（そしてデフレーション）は重大な損害となるとした。フィッシャーは「デフレスパイラル」を理論的に究明した最初の学者でもある[3]。フィッシャーは、大恐慌を「デット・デフレーション」と位置づけた[4]。
- 40年以上もの間フィッシャーは「ドルのダンス」にダメージを与えるという構想に磨きをかけ貨幣を「安定」、即ち物価水準を安定させる計画を考案した。統計分析は物価水準が安定化を必要とする状況を作ることに重要な役割を演じた。フィッシャーは経済学に相関分析を用いることの開拓者の1人であり1920年代には会計年度、ないし予算年度を基準としたタイムラグの概念を導入した分析方法の技術を提案した。失業と価格変動の間の統計的関連性に関する彼の論説の1つが1973年に、『政治経済学ジャーナル』紙上に「私はフィリップス曲線を発見した。」という見出しで再掲載された。物価指数は金融経済学者としての彼の技術において重要な場所を持っており、彼の著書『物価指数の作成』（"The Making of Index Numbers", 1922）は影響力のある貢献だった。
- 彼の主著である『貨幣の購買力』（"The Purchasing Power of Money", 1911）において貨幣数量説（何が価格水準を決定するか、ということの彼による説明）を解説し、『利子論』（"Theory of Interest", 1930）においては利子率に対する価格水準の影響に関する彼の見解を概説した。この論点については、今日においても大いに議論がなされている。
- フィッシャーの精力の大部分は「原因」へ向けられており彼の科学的な努力の大部分は金融経済学に向けられたが、彼は今日では価格理論と資本理論によって最も名が知られている。彼が現実世界の考察に用いた理想的・理論的な世界に関する彼の研究は、暗黒の木曜日という歴史的な現実の災害の影響により逸脱してしまった。

## 評価
- 1929年の大暴落と1930年代の不況は、フィッシャーの名声を傷つけた。彼はローロデックスというカード索引の発明で莫大な富を得たが、株式市場の暴落でそのほとんどを失った。フィッシャーは1929年の株式市場暴落の数日前に、「株価は、恒久的に高い高原のようなものに到達した」という有名な予言を行っていた。暴落の数ヶ月後にも、彼は投資家に対して回復は間もなく訪れると明言し続けた。しかしひとたび大恐慌が本格的になると彼は転向し、デフレーションの経済的危険性を警告した。物価水準は彼の思考の中心であり続けたが彼の負債デフレーション理論は物価水準が下落したとき、人々が彼らの負債を完済しようとすることで負債の実際の負担が増加することを強調した。その分析は人々を納得させることができず、マクロ経済学の中に新しい発想を求めた人々は代わりにジョン・メイナード・ケインズに注目した。
- 経済学者の浜田宏一は「フィッシャーは貨幣数量説の祖であるとともに、現代的な貯蓄理論の先駆者である。またイェールの経済学部の創始者でもある。ジェームズ・トービンの記すところによれば、フィッシャーは自分の景気判断を信用し過ぎ、大恐慌のときも強気で、株に大いに投資し、それを周囲にも勧めたという。そして株価は暴落し、フィッシャーは自宅まで手放さなくてはならなくなりそうになった。看板教授は大学が助けざるをえず、大経済学者も大学の人気者ではなくなったという」と指摘している[5]。

### 日本との関係
日本では、イェール大学で三年間に渡ってフィッシャーの指導を受けた高城仙次郎慶應義塾大学教授が(帰国後の)1910年から彼の理論を紹介し始め河上肇、高田保馬、神戸正雄、山崎覚次郎などさまざまな学者と論争が行われた。

## 著作
- Irving Fisher "Stamp Scrip" Adelphi Company, New York, 1933
- アーヴィング・フィッシャー（林康史監訳）『スタンプ紙幣』